# Michaił Krug
Michaił Krug (ros. Михаил Круг, właściwie Michaił Władimirowicz Worobjow, ros. Михаи́л Влади́мирович Воробьёв; ur. 7 kwietnia 1962, zm. 1 lipca 2002 w Twerze) – rosyjski piosenkarz, kompozytor i poeta, bard, popularny w krajach rosyjskojęzycznych. Znany z serii piosenek o więzieniach i życiu za kratami. Zmarł w wyniku postrzału 1 lipca 2002 r.

## Galeria

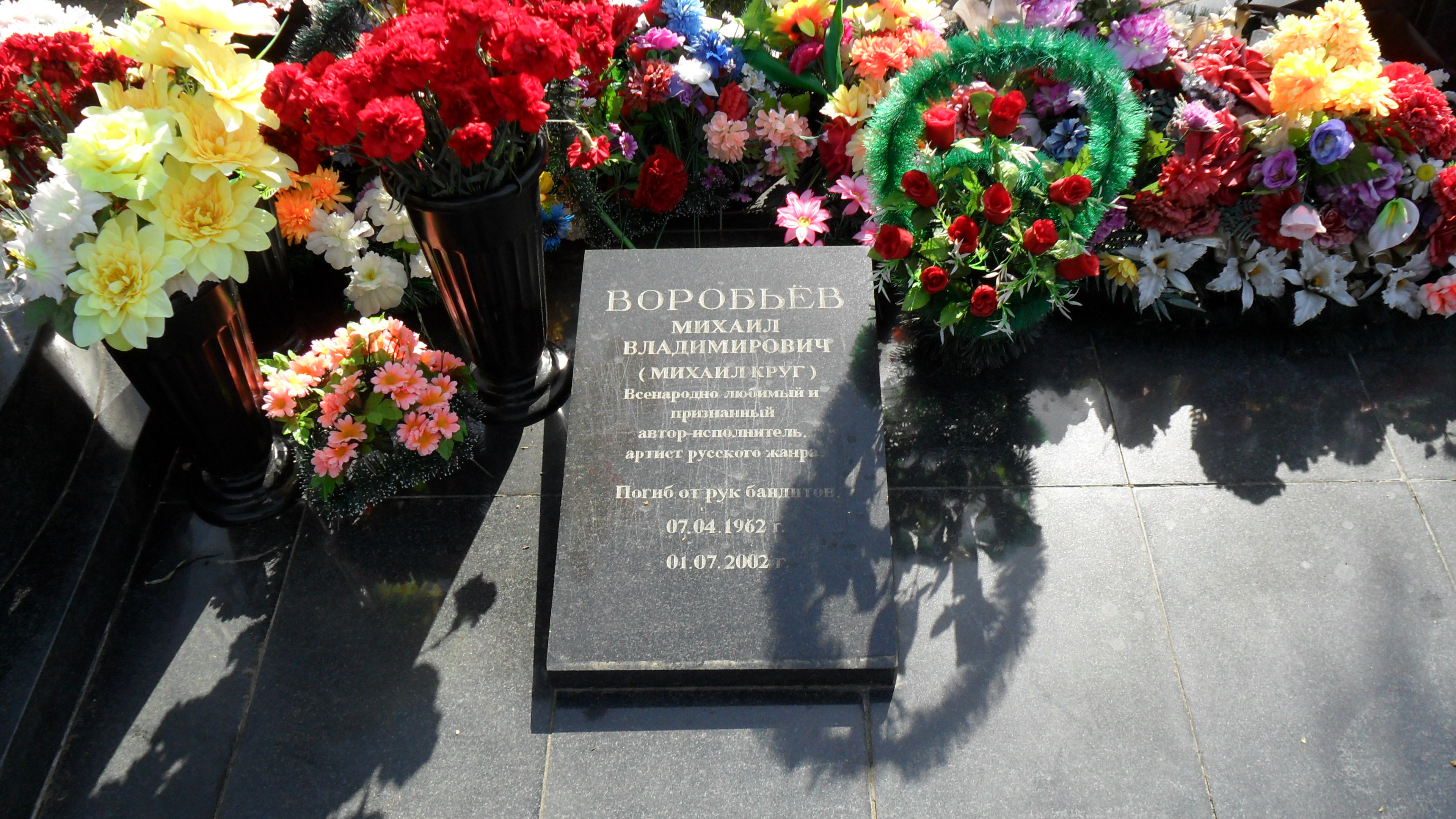
Płyta nagrobna Michaiła Kruga na cmentarzu Dmitrowo-Czerkassy w Twerze
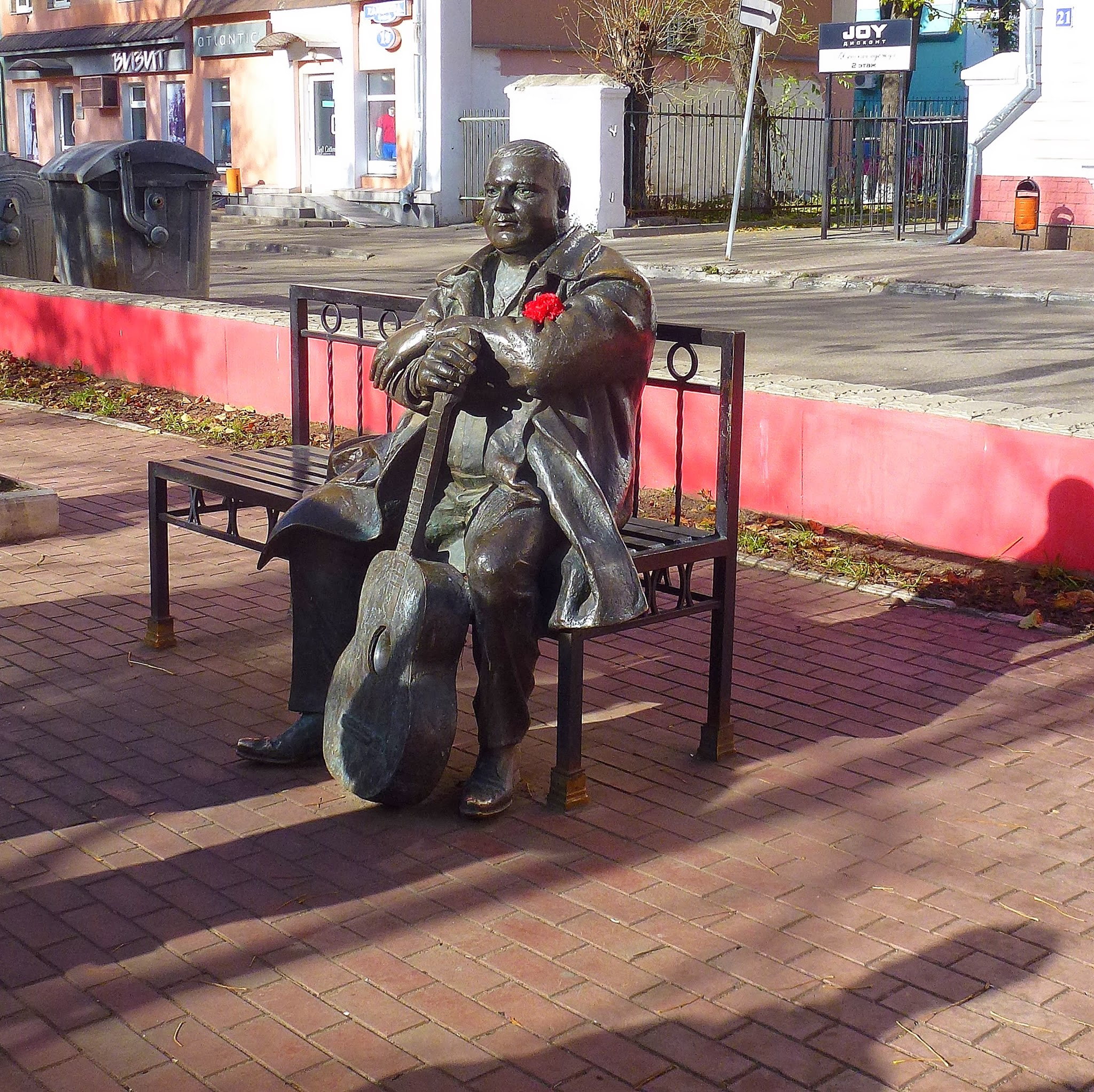
Pomnik, Twer
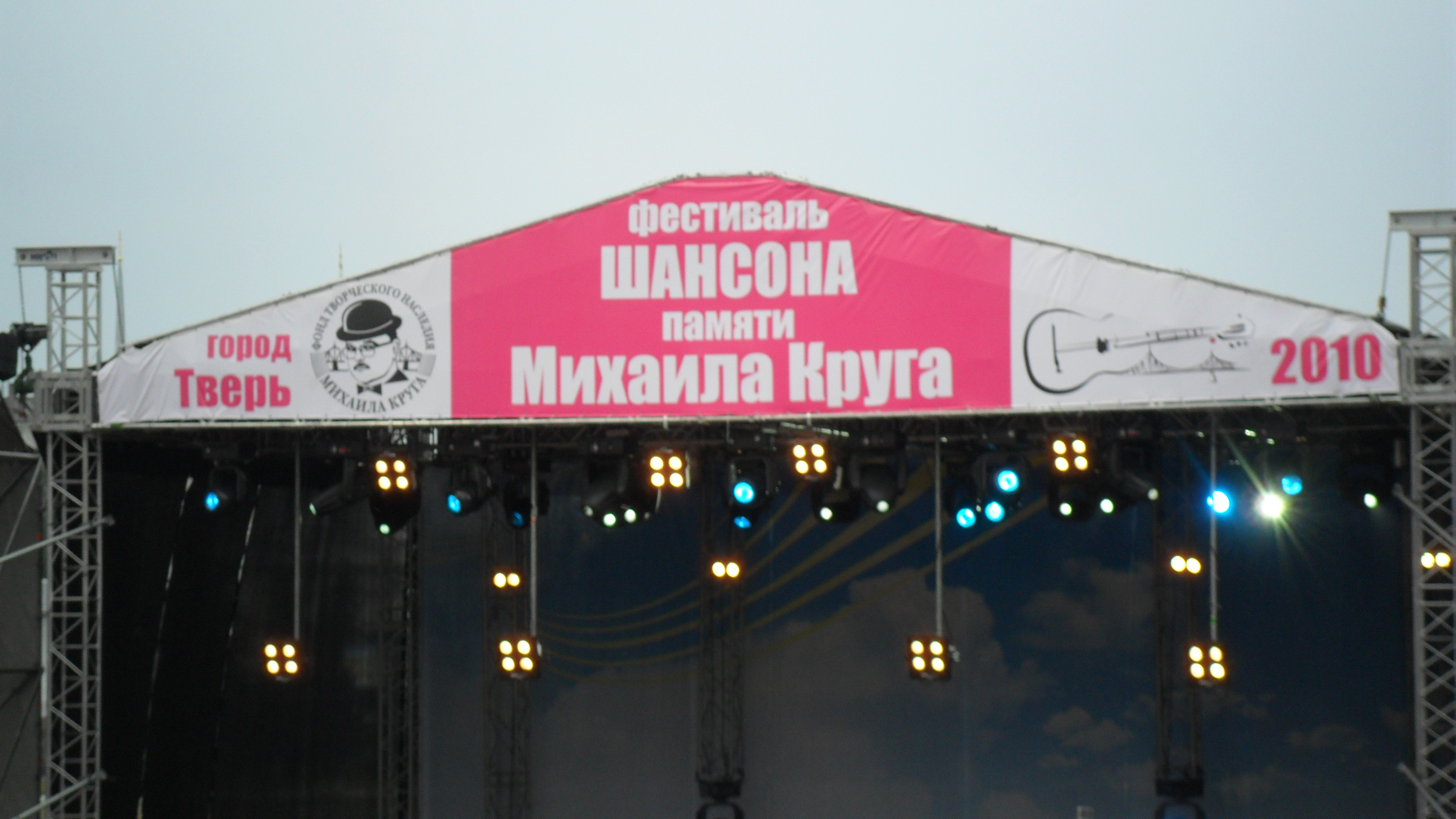
Festiwal upamiętniający Michaiła Kruga (2010)